# Higinio Morínigo
Higinio Morínigo (* 11. Januar 1897 in Paraguarí; † 27. Januar 1983 in Buenos Aires) war ein paraguayischer General und Politiker. Er war Präsident Paraguays vom 7. Dezember 1940 bis 3. Juni 1948.
Nach seiner Amtsübernahme im Dezember 1940 setzte Morínigo die Verfassung außer Kraft und verbot politische Parteien. 1946 erlaubte er wieder politische Aktivitäten und bildete ein Kabinett mit den Febreristas und den Colorados. Seine Amtszeit war durch massive Widerstände in der Bevölkerung sowie mehrere Generalstreiks geprägt. Durch die Unterstützung der Streitkräfte Paraguays konnte er sich jedoch in seiner Position bis 1946 uneingeschränkt behaupten.
Im Jahre 1946 zerbrach die Regierungskoalition der rechtsgerichteten Colorados und der revolutionär orientierten Febreristas, welche sich auf die Seite der Liberalen sowie der Kommunistischen Partei schlugen. Im 1947 folgenden Bürgerkrieg gelang es Morínigo mit Hilfe loyaler Militärs und paramilitärischer Verbände die Kontrolle über den Staat zurückzuerobern. 1948 wurde er jedoch bei einem Staatsstreich aus den Reihen der eigenen Colorado-Partei gestürzt und ging ins politische Asyl nach Argentinien. Nachfolger wurde Juan Manuel Frutos.
Ohne jemals wieder eine Rolle in der paraguayischen Politik gespielt zu haben, verstarb Morínigo 1985 in Buenos Aires.